# Santa Fe de Antioquia
Santa Fe de Antioquia es un municipio de Colombia, ubicado en la subregión Occidente de Antioquia, departamento del que fue capital hasta el 17 de abril de 1826. Limita por el norte con los municipios de Giraldo y Buriticá; por el nororiente con los municipios de Buriticá, Liborina y Olaya; por el oriente con los municipios de Olaya y Sopetrán; por el sur con los municipios de Ebéjico, Anzá y Caicedo; y por el occidente con los municipios de Caicedo, Abriaquí y Giraldo.
Santa Fe es monumento nacional por su admirable y hermosa arquitectura de la época colonial; posee siete iglesias y una gran cantidad de casas de los siglos XVI, XVII y XVIII. Hace parte de la Red de pueblos patrimonio de Colombia.

## Historia

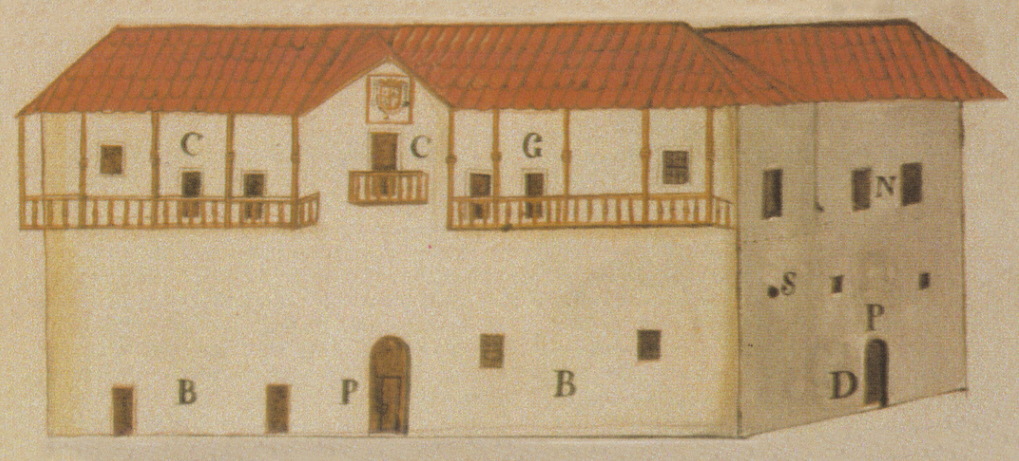
Dibujo del Cabildo de Santa Fe de Antioquia en 1797.

Fundada con el nombre de Antioquia el 4 de diciembre de 1541 por el mariscal Jorge Robledo en el valle de Ebéjico, situado al sur de la población de Peque. La actual Santa Fe de Antioquia está ubicada en la subregión Occidente del departamento y se encontraba a una distancia de 79 km de Medellín (antes de la apertura en el 2006 del actual túnel de Occidente Fernando Gómez Martínez, por lo cual esta distancia se redujo a tan solo 55 km, disminuyendo el tiempo de viaje en más de una hora).
Una vez erigida la villa, el mariscal viajó a España en 1542 y debido a las hostilidades de los indígenas, fue trasladada —cerca de Frontino— por orden del capitán Juan Cabrera, el jueves 7 de septiembre del citado año. Antioquia recibió el título de ciudad en 1544 y se le otorgó escudo de armas en 1545.
A su regreso de la península en 1546, el mariscal Robledo fundó en el sitio donde hoy se encuentra, un pueblo minero que llamó Santa Fe, en honor a la mártir francesa Fe, muy popular en España. Robledo siguió al sur para encontrarse con Sebastián de Belalcázar, quien lo mata de garrote en la loma del pozo, cerca a Pácora, por orden del mismo Belalcázar.
Como Santa Fe comenzó a decaer, Belalcázar envió a Gaspar de Rodas, quien la repobló y le dio la categoría de villa en 1547. En ese mismo año, inició su vida parroquial. La gobernación de Antioquia fue erigida en 1569 y su primer gobernador fue Andrés de Valdivia.

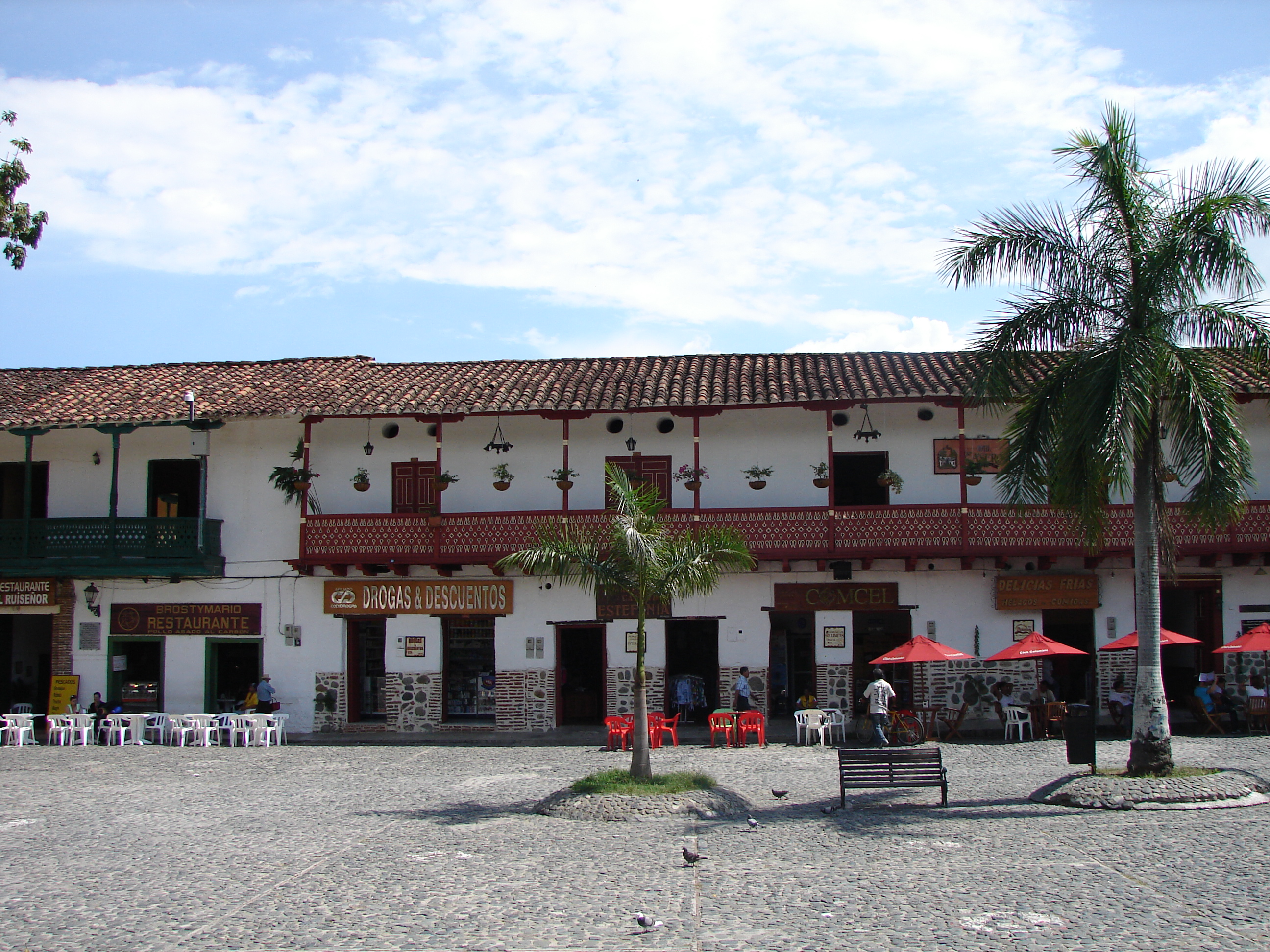
Sector Antiguo de Santa Fe de Antioquia.

Más adelante, los vecinos de la ciudad de Antioquia, debido a las repetidas incursiones de los aborígenes, se trasladaron a la villa de Santa Fe. De esta manera, la villa de Santa Fe y la ciudad de Antioquia se fusionaron, por lo que desde 1584, comenzó a llamarse Santa Fe de Antioquia.
El 30 de octubre del mismo año, el rey Felipe II de España, por real cédula dada en el palacio de El Pardo, instituyó la villa de Santa Fe de Antioquia en la capital de la provincia del mismo nombre, título que conservó hasta 1826.

## Generalidades
- Fundación: El 4 de diciembre de 1541.
- Erección en municipio: 1541.
- Fundador: Mariscal Jorge Robledo.
- Apelativos: Ciudad Madre, Cuna de la Raza paisa.
- Fue capital de Antioquia durante la época virreinal.

## División Político-Administrativa
Además de su Cabecera municipal. Santa Fe de Antioquia tiene bajo su jurisdicción los siguientes corregimientos (de acuerdo a la Gerencia departamental):
- Cativo
- El Pescado
- Guasabra
- Los Azules
- Sabanas
- Tonusco Arriba

## Demografía
Población Total: 26 164 hab. (2018)
- Población Urbana: 16 351
- Población Rural: 9 813

Alfabetismo: 93.2% (2005)
- Zona urbana: 88.0%
- Zona rural: 75.8%

### Etnografía
Según las cifras presentadas por el DANE del censo 2005, la composición etnográfica del municipio es: 
- Mestizos y blancos (70,4%)
- Afrocolombianos (29,6%)

## Geografía

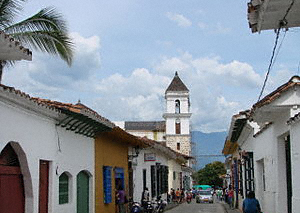
Vista de una calle típica de Santa Fe de Antioquia hacia la Catedral.

El área municipal es de 493 km², con un territorio montañoso correspondiente a la cordillera occidental de los Andes y regado por los ríos Cauca y Tonusco. Este último marca el límite suroriental de la ciudad. 
Algunos corregimientos se encuentran muy alejados de la cabecera municipal y poseen clima templado.

### Ubicación
| Noroeste: Abriaquí y Giraldo | Norte: Giraldo y Buriticá | Noreste: Buriticá y Liborina |
| Oeste: Caicedo y Abriaquí    |                           | Este: Olaya y Sopetrán       |
| Suroeste Caicedo             | Sur: Caicedo y Anzá       | Sureste: Sopetrán y Ebéjico  |

### Clima
Santa Fe de Antioquia presenta varios climas, pero su cabecera municipal presenta el clima bosque seco tropical, característico del valle del río Cauca, debido a su baja altura y su ubicación geográfica cerca de la línea ecuatorial. La temperatura promedio es de 28 °C y es uniforme durante todo el año. La temperatura máxima promedio al día es de 33 °C y la mínima promedio es de 23 °C.
Este agradable clima ha permitido que se desarrolle el turismo en el municipio, el cual se ha ido llenando de hosterías, hoteles y parques acuáticos. Santa Fe se ha consolidado como un destino turístico bastante concurrido por los habitantes de Medellín y el área Metropolitana.
| Parámetros climáticos promedio de Santa Fe de Antioquia | Parámetros climáticos promedio de Santa Fe de Antioquia | Parámetros climáticos promedio de Santa Fe de Antioquia | Parámetros climáticos promedio de Santa Fe de Antioquia | Parámetros climáticos promedio de Santa Fe de Antioquia | Parámetros climáticos promedio de Santa Fe de Antioquia | Parámetros climáticos promedio de Santa Fe de Antioquia | Parámetros climáticos promedio de Santa Fe de Antioquia | Parámetros climáticos promedio de Santa Fe de Antioquia | Parámetros climáticos promedio de Santa Fe de Antioquia | Parámetros climáticos promedio de Santa Fe de Antioquia | Parámetros climáticos promedio de Santa Fe de Antioquia | Parámetros climáticos promedio de Santa Fe de Antioquia | Parámetros climáticos promedio de Santa Fe de Antioquia |
| Mes                                                     | Ene.                                                    | Feb.                                                    | Mar.                                                    | Abr.                                                    | May.                                                    | Jun.                                                    | Jul.                                                    | Ago.                                                    | Sep.                                                    | Oct.                                                    | Nov.                                                    | Dic.                                                    | Anual                                                   |
| ------------------------------------------------------- | ------------------------------------------------------- | ------------------------------------------------------- | ------------------------------------------------------- | ------------------------------------------------------- | ------------------------------------------------------- | ------------------------------------------------------- | ------------------------------------------------------- | ------------------------------------------------------- | ------------------------------------------------------- | ------------------------------------------------------- | ------------------------------------------------------- | ------------------------------------------------------- | ------------------------------------------------------- |
| Temp. máx. media (°C)                                   | 32.5                                                    | 32.2                                                    | 32.6                                                    | 31.4                                                    | 30.5                                                    | 30.8                                                    | 31.1                                                    | 31.2                                                    | 30.2                                                    | 30.2                                                    | 30.1                                                    | 30.6                                                    | 31.1                                                    |
| Temp. media (°C)                                        | 25.9                                                    | 26.2                                                    | 26.7                                                    | 25.9                                                    | 25.3                                                    | 25.2                                                    | 25.5                                                    | 25.7                                                    | 25.0                                                    | 24.9                                                    | 25.0                                                    | 25.2                                                    | 25.5                                                    |
| Temp. mín. media (°C)                                   | 19.4                                                    | 20.3                                                    | 20.9                                                    | 20.4                                                    | 20.1                                                    | 19.7                                                    | 19.9                                                    | 20.2                                                    | 19.9                                                    | 19.7                                                    | 19.9                                                    | 19.9                                                    | 20                                                      |
| Precipitación total (mm)                                | 20                                                      | 37                                                      | 50                                                      | 122                                                     | 168                                                     | 126                                                     | 124                                                     | 129                                                     | 139                                                     | 184                                                     | 112                                                     | 55                                                      | 1266                                                    |
| Fuente: climate-data.org                                |                                                         |                                                         |                                                         |                                                         |                                                         |                                                         |                                                         |                                                         |                                                         |                                                         |                                                         |                                                         |                                                         |

## Economía
La economía de Santa Fe de Antioquia se basa en la agricultura. Los principales productos son café, maíz y fríjol. Tomate de árbol, papa, yuca y tomate. 
Ganadería vacuna, caballar y porcina.
El turismo ha sido, y es una de las entradas económicas más importantes para el municipio. La apertura del túnel de occidente, (que reduce el tiempo y la distancia entre la localidad y Medellín) en 2006, permitió que llegasen cientos de turistas cada fin de semana, estimulando la vocación de la localidad como sitio de veraneo. 
Santa Fe es monumento nacional por su arquitectura de la época colonial, posee 8 iglesias y gran cantidad de casas de los siglos XVI, XVII y XVIII.
En los años recientes, se ha visto un notable crecimiento del turismo, representado en la cantidad de hoteles, hosterías y condominios. Eventos como el festival de cine, sumado a la arquitectura colonial, el clima tropical seco, la abundante oferta de frutas y muchos más atractivos, la han convertido en un polo turístico de primera línea.

## Gastronomía
Son típicos la bandeja paisa, el tamarindo y frutas exóticas como el pistacho.
La mazamorra de maíz endulzada con panela o la aguapanela con queso son bebidas típicas, las arepas de maíz con queso, los buñuelos con natilla, las arepas de chócolo y las truchas arcoíris.

## Cultura

### Semana Santa en Santa Fe de Antioquia
Con más de 350 años, la Semana Santa mayor de la Ciudad Madre es la más antigua del departamento y una de las más solemnes y bellas de todo el país, según se deduce de la lectura de lo que nos dejaron escrito los viejos historiadores, a través de sus relatos de construcción de templos, la traída de imágenes y vida de personajes, bien parece que los orígenes de tan bellas y fervorosas procesiones de la Semana Santa se remonta a la mitad del siglo XVII, tiempo en que se fueron organizando paulatinamente a medida que se conformaban piadosas cofradías y se levantaban altares en los templos dedicados a los santos de tantas devociones que iban surgiendo. Esto ocurría principalmente en el nuevo templo parroquial construido en el mismo sitio donde estuvo el primitivo, que fue destruido por un incendio el 21 de agosto de 1656. En aquel momento, la parroquia estaba encabezada por Lorenzo Cortés de Ordaz y por Francisco José de la Serna Palacio; mientras que el gobernador de la provincia era Juan Bueso de Valdés.

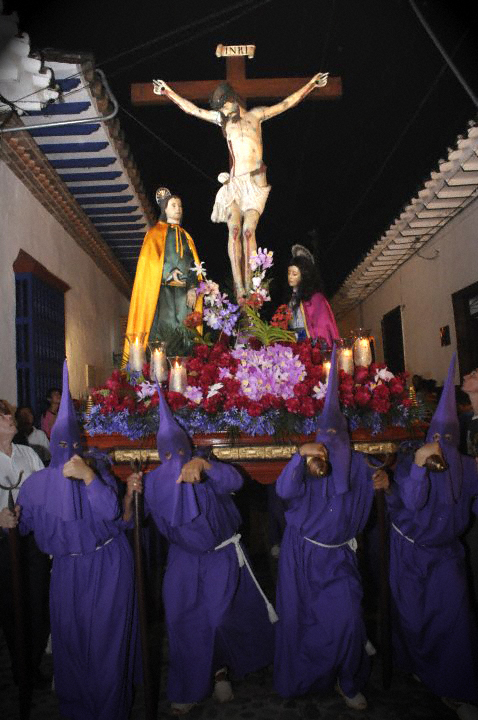
El Cristo Sevillano es la imagen más antigua de la ciudad con 390 años (1630).

Estos personajes de época, en sana competencia mandaron a construir y a adquirir imágenes para las iglesias a medida de las circunstancias de sus arcas. Juan Bueso de Valdés mandó a construir la Capilla de las Ánimas y la Serna una capilla para el Cristo o calvario. Por los años 1746, el licenciado Gonzalo Lasso de la Vega construyó a expensas una capilla de regulares dimensiones que dedicó a Nuestra Señora de las Angustias. Él mismo hizo venir la imagen o estatua que aún hoy se conserva de la misma advocación, la cual colocó en su capilla.

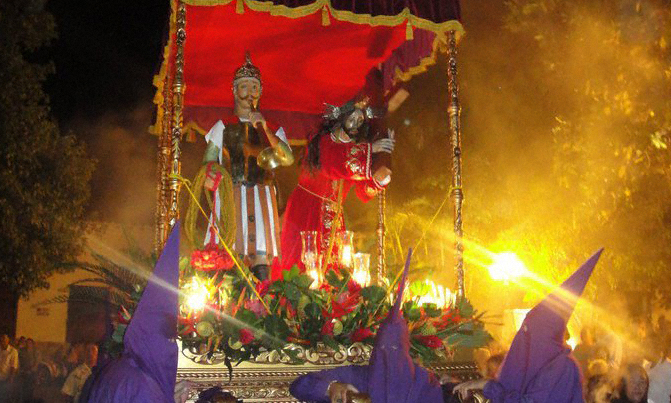
Mi Padre Jesús, una de las imágenes más fervorosas de Santa Fe de Antioquia.

En Santa Fe de Antioquia son muchos los que se dan cita en esta época del año para admirar una de las tradiciones más antiguas y hermosas no solo de la ciudad, sino del departamento y del país. Además, hacen acto de presencia muchos ciudadanos y turistas que secundan las procesiones que tradicionalmente se realizan para conmemorar la Semana Santa, la cual se celebra con una importante implicación del consistorio municipal y con una participación popular que se concreta en un conjunto de actos y participaciones. En estos, tienen un papel relevante las sahumadoras, los mayordomos, las cofradías y los patronos.

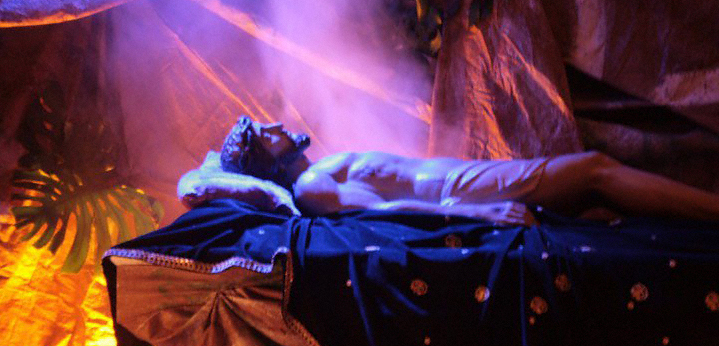
Imagen de Jesús en el sepulcro luego de la procesión y del sermón de descendimiento en la catedral.

- Las sahumadoras son las encargadas de encender las aromas para purificar las calles durante el transcurso de las celebraciones. Resultan especialmente relevantes en los pasos de Jesús y del Señor Caído.

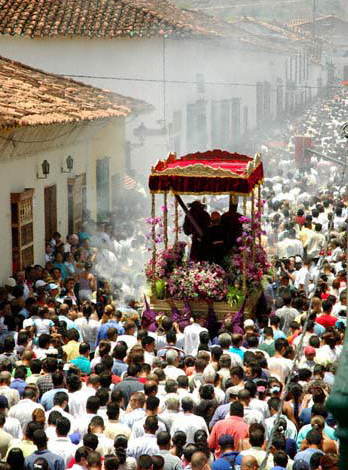
Acompañantes en la procesión del Viernes Santo.

- Los mayordomos son los responsables de velar por las imágenes en todo momento, así como de ir a buscarlas, organizar los vestidos, verificar las rutas, concretar la cofradía y preparar a sus cargueros para que todos los procesos se desarrollen adecuadamente.

- Las cofradías participan de la ceremonia bien uniformadas y ordenadas. Además, contribuyen alistando los detalles para alumbrar a la deidad de su preferencia en Semana Santa.

- Los patronos son los dueños de los santos y pasos de la Semana Santa, ya que en Santa Fe de Antioquia, a diferencia de la gran mayoría del país, las imágenes no son de la iglesia, sino que cada santo tiene su dueño y tal vez esa sea la razón por la que sobreviven tantas creencias y costumbres alrededor de la Semana Santa. Por ende, las imágenes descansan durante todo el año en grandes casonas en lugar de hacerlo en la sacristía, aunque los habitantes de la urbe pueden acudir igualmente a venerarlas.

## Festival de Cine de Santa Fe de Antioquia
El Festival de Cine de Santa Fe de Antioquia es un producto de la Corporación que lleva el mismo nombre del Festival. Desde marzo del año 2000, cuando fue constituida,  trabaja con el objetivo de fortalecer la cultura audiovisual y la formación de la ciudadanía a través del cine en el departamento de Antioquia. El Festival es una fiesta cinematográfica que se realiza durante cinco días en la antigua capital del departamento de Antioquia. Se ha llevado a cabo en doce ocasiones y en la actualidad se prepara la número trece: Cine de Estados Unidos de los 70s, la década prodigiosa. La muestra principal ha estado constituida por ciclos temáticos y se ha presentado al aire libre y con una característica que no tiene ningún certamen similar en el continente: la exhibición de películas y las muestras alternas son completamente gratis para el público.
Historia:
El Festival nació en el año 2000, luego de que un grupo de amantes, académicos y seguidores del séptimo arte -entre ellos el director de cine, Víctor Gaviria- se percataran de que Santa Fe de Antioquia era un municipio que llevaba muchas décadas sirviendo de localización para numerosa producciones televisivas y cinematográficas, sin que a ningún director se le ocurriera nunca el mínimo acto de gratitud de presentárselas a los mismos habitantes que les prestaron su pueblo y su capacidad de trabajo. Dicha tradición viene de mediados de los años veinte, cuando Arturo Acevedo y Gonzalo Mejía filmaron allí buena parte de le película Bajo el cielo antioqueño. Así que a Víctor y a lo suyos les pareció importante reunir todas esas películas y series de televisión en un solo paquete al que denominaron “Primer Festival de Cine y video de Santa Fe de Antioquia”. Y cuando uno dice “primer” implícitamente está prometiendo que habrá un segundo y muchos más. El evento logró de tan buena acogida por un público que vino de muchos lugares del país, que constituyeron la Corporación e instituyeron este certamen que ya es cita anual de grato cumplimiento para la cinefilia colombiana.
Pero la idea no era solamente presentar películas con una temática determinada (Conquista y Colonia en el 2001, Cine Colombiano en el 2002, Cine Latinoamericano en el 2003, Cine de las periferias 2004, México, imágenes de la provincia en el 2011) Sino, además, aprovechar la cantidad de realizadores, escritores, cineastas de todo género que convergen en el grupo y ponerlos a compartir sus conocimientos y experiencias en los municipios de Antioquia. Escribe el propio Víctor la Justificación de tal idea: "La Corporación Festival de Cine de Santa Fe de Antioquia entiende cada película no solo como un producto comercial, sino como un cruce de saberes culturales que se reúnen en torno a un tema cualquiera. Esta convicción es la que nos hace ver en el cine un camino cultural de conocimiento, de reflexión, de valoración de una historia pasada. Las jóvenes generaciones de nuestros municipios, alejadas desafortunadamente de las grandes obras literarias o filosóficas, alejadas también cada vez más de la posibilidad de pensar por sí mismas, o expresarse a través de la palabra escrita, pueden encontrar en el cine o en el video un camino de retorno a la cultura".
Ediciones pasadas:
Son doce los festivales de cine que se han realizado en Santa Fe de Antioquia. Actualmente preparan el número trece:
Acá todas versiones:
I Festival de Cine y video de Santa Fe de Antioquia: La Provincia en Imágenes 
II Festival de Cine y video de Santa Fe de Antioquia: Conquista y Colonia
III Festival de Cine y video de Santa Fe de Antioquia: Cine Colombiano
IV Festival de Cine y video de Santa Fe de Antioquia: Cine Latinoamericano, Señales de identidad
V Festival de Cine y video de Santa Fe de Antioquia: Las Provincias del Cine, La otra mirada
VI Festival de Cine y video de Santa Fe de Antioquia: Estrellas Lejanas, Cine Oriental. 
VII Festival de Cine y video de Santa Fe de Antioquia: Cine y poder
VIII Festival de Cine y video de Santa Fe de Antioquia: Nuevo documental latinoamericano
IX Festival de Cine y video de Santa Fe de Antioquia: África
X Festival de cine de Santa Fe de Antioquia: Cine Español, Transición de la dictadura a la democracia. 
XI Festival de cine de Santa Fe de Antioquia: La Nueva Ola Francesa
XII Festival de cine de Santa Fe de Antioquia: México, Imágenes de la revolución.
XIII Festival de cine de Santa Fe de Antioquia: Cine de Estados Unidos de los 70s, La década prodigiosa
Características y actividades del Festival:
Una de las principales características del Festival de Cine de Santa Fe de Antioquia es que es temático. Esto le permite dinamismo y diversidad. Por las numerosas pantallas instaladas en los parques del pueblo han desfilado imágenes de Santa Fe de Antioquia, Latinoamérica, Oriente Lejano, África, España, Francia, México, y el más reciente: Estados Unidos de los 70s, la década prodigiosa. Esas son algunas de sus temáticas en las Muestras Centrales que generalmente alberga una treintena de películas por versión. Todas gratis y bajo el cielo estrellado que suele ostentar por esas fechas Santa Fe. Todas las proyecciones son totalmente gratis. 
En palabras de César Alzate Vargas, escritor y Comunicador Social-Periodista de la Corporación organizadora, “El Festival de Santa Fe de Antioquia tiene cuatro particularidades que lo hacen fascinante. La primera es el pueblo mismo: ubicado a poca distancia de Medellín, parece una reliquia arquitectónica que hubiera saltado de la Colonia a la posmodernidad sin ensuciarse de los defectos del siglo veinte. La segunda es la proyección de las películas al aire libre, en unos parques bellísimos en los que se acomoda el que desee. Y grande es la cantidad de gente que desea. La tercera es su carácter temático, que lo lleva a reinventarse cada año… Y la cuarta es el aspecto académico: donde los otros Festivales empaquetan charlas para no parecer tan superficiales, el de Santa Fe programa una serie de mesas redondas, conferencias, talleres, charlas y encuentros tan coherentes que casi por sí mismos justificarían el viaje de cualquier cinéfilo a este ardiente valle del noroccidente colombiano”.
La Caja de Pandora es otra actividad que se suma a la programación cinéfila y académica del Festival, que además es una actividad que diferencia al de Santa Fe de otros Festivales. En pleno clímax de esta fiesta audiovisual, se proyecta lo mejor del talento cinematográfico nacional. Cortometrajes y mediometrajes —si se permite este último término— de máximo 50 minutos. Estas piezas son enviadas por colombianos, estén en su patria o en cualquier lugar alrededor del mundo. Los argumentales,  documentales, experimentales y videoclips que conforman esta muestra son la presencia de nuevas búsquedas narrativas del audiovisual colombiano. Cineastas con experiencia exploran el video y una nueva generación de jóvenes realizadores incursionan en el medio tratando de expresarse con la ficción o interpretando la realidad a través de sus propuestas. La Corporación selecciona los curadores que son especialistas en cada categoría. Ellos son los encargados de elegir los mejores proyectos que pasan por las pantallas, mientras la brisa santafereña agita el cabello de los espectadores. Anualmente la Corporación recibe cerca de 145 cortos a la Caja de Pandora.
El Festival también tiene Muestras Especiales. Cerca de 35 piezas, entre filminutos, cortometrajes y largometrajes, a los que se les abre espacio en esta fiesta de Santa Fe. 
En El Taller de Talentos Cinematográficos,  una de las actividades más importantes del Festival, reconocidos personajes del séptimo arte, de la talla del director Argentino Juan José Campanella, transmiten parte de sus saberes a los jóvenes que clasificaron de la Caja de Pandora, esto durante los 5 días del Festival.

### Música
Resulta especialmente destacado el Festival Nacional Antioquia le canta a Colombia, realizado cada mes de octubre en la ciudad de Santa Fe.
Durante 38 años el Festival Nacional Antioquia le Canta a Colombia, Patrimonio Cultural de la Nación, organizado por la Asociación Antioquia le Canta a Colombia, ha difundido y promocionado las músicas andinas de Colombia y a sus intérpretes. 
Desde su comienzo en 1976, el Festival congregó a los mejores intérpretes de Antioquia y luego de Colombia y se volvió un semillero de nuevos talentos. El Festival es el Patrimonio vivo de nuestra música tradicional andina. 
Hoy, tanto los nuevos como los más conocidos intérpretes de nuestros aires tradicionales andinos y de las nuevas expresiones, se dan cita cada año en la Ciudad Madre, Santa Fe de Antioquia, para adornarla con la música más bella. 
Desde hace 4 años se realiza el Concurso Nacional Intercolegiado Antioquia le Canta a Colombia, para conquistar nuevos públicos y motivar a la juventud a escuchar y a interpretar los aires nacionales. 
Este sitio está diseñado para que sea consultado, tanto por los artistas interesados en participar en el Festival, como por el público en general.
Historia
Fue en el año de 1975, luego del homenaje que la Gobernación de Antioquia le rindiera al insigne poeta pereirano Luis Carlos González, al imponerle en su pecho "La Estrella de Antioquia", cuando un grupo de tertuliantes se dieron cita en el estadero "Los Recuerdos" de Medellín, para dialogar con el poeta mayor de la "trasnochadora, morena y querendona" ciudad del Otún, autor de la letra de un gran número de bambucos que engalanan el pentagrama colombiano. 
En medio de las anécdotas y las historias de la cultura antioqueña, animados por la semilla de las remembranzas, fue unánime el deseo de apoyar la idea del notable periodista y escritor Alberto Velásquez Martínez, para realizar un evento con la misión de preservar y divulgar la canción autóctona de la región andina. Allí estaban el entonces Gobernador de Antioquia Oscar Montoya, el poeta Jorge Robledo Ortiz, el ingeniero Guillermo Hincapié, el historiador musical Hernán Restrepo y los hermanos Jaime y Óscar Salazar, quienes pusieron a disposición su cálido estadero, para darle espacio y aliento al proyecto. El periódico "El Colombiano", a través de Juan Gómez Martínez y Jorge Hernández Restrepo, abrió generosamente las páginas culturales para impulsar lo que en ese momento parecía una quimera. 
Algunos meses después, cuando comenzó en 1976 el primer Festival denominado ANTIOQUIA LE CANTA COLOMBIA, se sumaron personajes como el compositor Héctor Ochoa Cárdenas, el médico, escritor y poeta Jorge Franco, el compositor Hugo Trespalacios, el ingeniero Ignacio Molina, el médico Jorge Enrique Soto, entre otros, para comenzar en firme esta serie de certámenes musicales. 
Para comenzar, fueron convocados a concursar los solistas, duetos y tríos de los Municipios de Antioquia. Para mayor realce, en los primeros años del Festival, muchos de los mejores conjuntos musicales del país se hicieron presentes en su calidad de "Artistas Invitados". Entre otros, los duetos Garzón y Collazos, Espinosa y Bedoya, los Hermanos Martínez, Silva y Villalba, el Dueto de Antaño, Gómez y Villegas, Los Médicos, el Trío Colombia. Para bautizar los premios a los ganadores de cada certamen, se tomaron nombres ilustres de poetas y compositores antioqueños: Carlos Vieco, José A Morales, Eusebio Ochoa, Epifanio Mejía, Vives Guerra, Blumen y Tartarín Moreira. Y en cada jornada musical, dimos las gracias por los aportes recibidos de las pocas empresas que entendieron la utopía. 
El Festival fue creciendo en audiencia, de la misma manera como creció la participación de los artistas concursantes. En otros Departamentos se animaron a crear sus festivales de música colombiana y los que ganaban en "Antioquia le canta a Colombia", competían y triunfaban en esos certámenes. Y no pocos se convirtieron en figuras destacadas de la música nacional. 
El certamen pasó a las instalaciones del viejo Aeropuerto Olaya Herrera. Luego se tocaron las puertas del Palacio de Exposiciones; y en 1995, cuando el Festival fue abierto a los participantes de los Departamentos del Eje Cafetero y así cobijar lo que fue la Antioquia colonizadora, se escogió como sede del evento a Santa Fe de Antioquia - ciudad de títulos y derechos heráldicos, declarada Patrimonio Histórico y Arquitectónico de la Nación - para asentar el certamen en ese bello rincón urbanístico, en esa ciudad museo, en donde el pasado y el presente se recrean con su maravillosa arquitectura colonial. 
Fertilizada por el cariño y el afecto de la "Ciudad Madre", "ANTIOQUIA LE CANTA A COLOMBIA" amplió su convocatoria en 1998 a los mejores exponentes de nuestra música nacional residentes en los 15 Departamentos que conforman la Zona Andina Colombiana y se constituyó en uno de los eventos más importantes y queridos del país. Desde entonces, a este magno certamen convergen desde los más apartados lugares, los artistas intérpretes que con sus voces, tiples, bandolas y guitarras, le entregan al público que colma las instalaciones del Coliseo de Santa Fe de Antioquia y a los varios millones de televidentes, su talento, su creatividad interpretativa, para que lleguen al sentimiento de todos, los bambucos, pasillos, sanjuaneros, guabinas y valses que forman parte del cancionero antológico colombiano y las canciones inéditas que habrán de enriquecer el catálogo musical de Colombia. En este orden de ideas, hoy es Colombia la que desde Antioquia le canta a todo el país.

## Días conmemorativos
- Día de la Bicicleta, 20 de julio

- Día de la independencia de Antioquia, 11 de agosto

- Día de la Raza de la Antioqueñidad, 4 de diciembre

## Festividades
- Fiestas del tamarindo

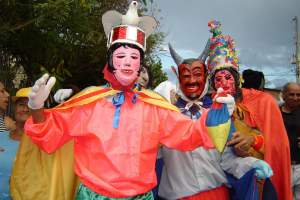
Desfile de los "Diablitos" el 22 de diciembre.

- Día de los Diablitos: del 22 al 31 de diciembre se celebran las fiestas tradicionales de los diablitos. Estas fiestas datan de 1653 y su inicio se dio en una época en la cual el municipio estaba dividido en grandes haciendas, trabajadas por esclavos que disponían de un solo día de descanso anual, que normalmente era el 28 de diciembre. Por ese motivo, en esta fecha los esclavos se reunían y organizaban un festín que estaba patrocinado por el poseedor de los mismos. Así, durante el día los esclavos se disfrazaban como sus amos, con largas capas, trajes coloridos y máscaras, y luego danzaban, cantaban y recitaban versos. Con el tiempo, la fiesta se ha ampliado a toda la semana y recibe el nombre popular de fiesta de los diablitos, para hacer referencia a las diabluras que son permitidas durante su transcurso.
- Fiestas decembrinas de Santa Fe de Antioquia, celebradas desde 1653.
- Semana Santica, acontecida anualmente dos semanas más tarde de la Pascua propiamente dicha.

## Sitios de interés
Toda la localidad en sí es un sitio de interés. La arquitectura que ha sobrevivido a través de los años da a Santa Fe de Antioquia el aspecto de una ciudad estancada en la época colonial, por lo que la ciudad misma fue declarada monumento Nacional.

### Iglesias de Santa Fe
- Construcciones de los siglos XVI, XVII y XVIII.

- Iglesias de los siglos XVII y XVIII.

- Catedral Basílica de la Inmaculada Concepción: catedral de estilo neoclásico renacentista construida entre 1797 y 1837. Funcionó como cárcel de sacerdotes en épocas pasadas, aunque hoy es conocida por su ornamentación y por la galería de arte de la sacristía. Se encuentra ubicada en el costado nororiental de la plaza principal y está dedicada a la Virgen María bajo la advocación de la Inmaculada Concepción.

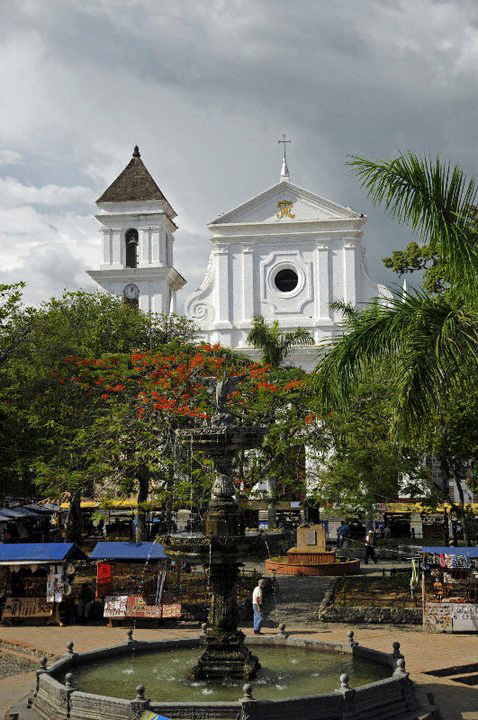
Vista parcial de la Catedral de Santa Fe de Antioquia.

- Iglesia de Santa Bárbara: templo de culto católico, bajo la advocación de Santa Bárbara. Está ubicado a un costado de la Plazuela Santa Bárbara y a dos cuadras del parque principal del municipio. Pertenece a la jurisdicción eclesiástica de la Arquidiócesis de Santa Fe de Antioquia.

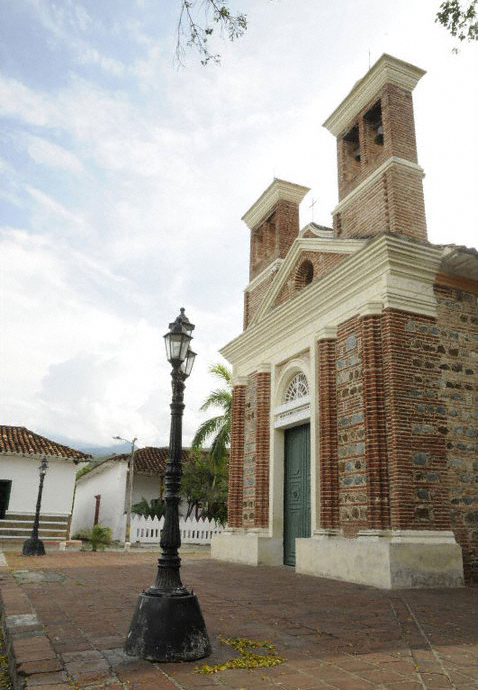
Iglesia de Nuestra Señora de Chinquinquirá.

- Iglesia de Nuestra Señora de Chiquinquirá: templo de culto católico dedicado a la Virgen María, bajo la advocación de la Virgen de Chiquinquirá. Está ubicado a un costado de la Plazuela Martínez Pardo a tres cuadras del parque principal del municipio y pertenece a la jurisdicción eclesiástica de la arquidiócesis de Santa Fe de Antioquia.

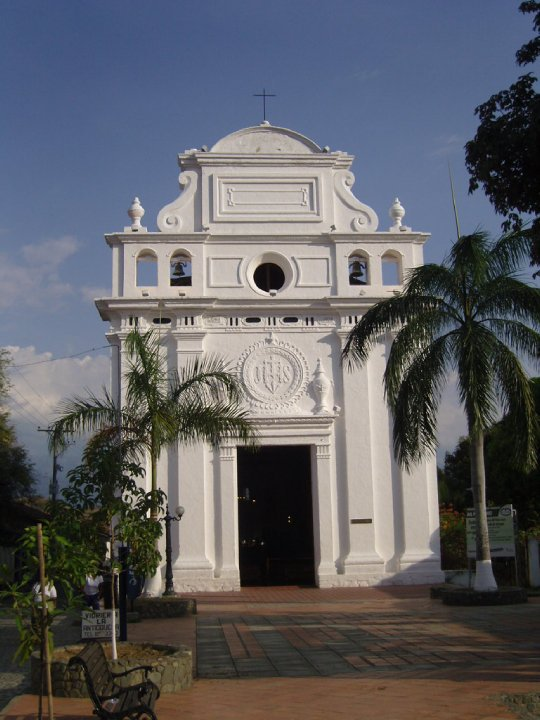
Iglesia de Jesús Nazareno.

- Iglesia de Jesús Nazareno: templo de culto católico, bajo la advocación de Jesús Nazareno. Está ubicado a un costado de la Plazuela Jesús Nazareno y a tres cuadras del parque principal del municipio. El edificio data de 1828 y es de estilo neoclásico con detalles barrocos, de planta rectangular y de una sola nave.
- Iglesia de San Pedro Claver: de estilo neoclásico con detalles barrocos, fue construida en 1889. Se encuentra situada en la zona elevada de la ciudad y la imagen de su patrono es atribuida a Misael Osorio.

- Capilla de San Juan Nepomuceno: se encuentra situada en la zona rural de Obregón, a 4 km del área urbana. Fue construida en 1805, con un estilo neoclásico español. Se encuentra situada en la zona rural de Obregón y conserva los restos del prócer José María Ortiz.

- Iglesia San Martín de Porres: construcción pequeña de estilo gótico. Su fundador fue el arzobispo Eladio Acosta Arteaga en el año de 1973 y su primer párroco fue Hugo Vásquez.

### Otros sitios de interés
- Casa del Niño Dios: hermoso centro religioso de estilo republicano del siglo XIX. Es llamado también el palacito, pues en este lugar se despachó como Obispo Monseñor Jesús Niaría Rodríguez Balbín, primer obispo de Santa Fe de Antioquia. En la actualidad una comunidad de religiosas cuida un grupo de niños pobres bajo la custodia de su patrón, el Niño Dios.
- La Casa Negra: en esta casona del siglo XVII nació el poeta Julio Vives Guerra en el año 1873. Con sus puertas y ventanas pintadas de negro, fue también un establecimiento educativo y actualmente es la sede de algunas de las dependencias de la administración municipal.
- La casa de las dos palmas: ubicada en la vereda El espinal, en la hacienda del terrateniente Juan Blanco, fue la sede de grabación de la serie de televisión del mismo nombre del canal RCN, basada en la novela del escritor antioqueño Manuel Mejía Vallejo. Está ubicada a 7 kilómetros de la cabecera municipal.
- Puente de Occidente: considerado monumento nacional, este puente colgante tiene 291 metros de longitud y tomó ocho años en ser construido por el ingeniero José María Villa. Hoy es considerado uno de los principales centros turísticos del municipio.
- Palacio Arzobispal
- Plaza Mayor, conocida también como Plaza Juan del Corral.
- Museo de Arte Religioso
- Museo de Juan del Corral
- Río Tonusco

## Ciudades hermanadas
- Santa Cruz de Mompox (Colombia) (2007)[9]
- Cádiz (España) (2009)[10][11]
- Trujillo (España) (2009)[12][13]